# St. Johannes Baptist (Königsbach an der Weinstraße)
St. Johannes Baptist ist eine römisch-katholische Kirche in Königsbach an der Weinstraße, seit 1969 einem Ortsbezirk von Neustadt an der Weinstraße. Sie steht unter Denkmalschutz.

## Lage
Die Kirche befindet sich am westlichen Siedlungsrand des Stadtteils Königsbach an der Weinstraße und ist dessen einziges Gotteshaus.

## Geschichte
Bei der Kirche handelt es sich um einen spätbarocken Saalbau mit aufwändiger Giebelfassade, der im Zeitraum von 1753 bis 1754, errichtet wurde; als Architekt fungierte dabei der Architekt Hofbaumeister Johann Georg Stahl. Vervollständigt wird das Ensemble durch einen spätgotischen Turm aus dem späten 15. Jahrhundert, der 1903 erhöht wurde. Der dem Nationalsozialismus kritisch gegenüber stehende Priester Jakob Martin hielt von 1930 bis zu seinem Tod 1938 in der Kirche die Gottesdienste ab.

## Ausstattung
Die Ausstattung der Kirche ist ebenfalls denkmalgeschützt. Zu ersterer gehört das Altarbild Kalvarienberg aus dem 15. Jahrhundert. 1780 kam eine von Johann Ignaz Seuffert erbaute Orgel hinzu, die nicht erhalten ist. Die gegenwärtige Orgel erhielt die Kirche im Jahr 2001 und stammt vom Unternehmen Gerhard Kuhn Orgelbau.